# Ponta do Pargo
Pour les articles homonymes, voir Pargo.
Ponta do Pargo est une freguesia portugaise située dans la ville de Calheta, dans la région autonome de Madère.
Avec une superficie de 24,71 km2 et une population de 1 145 habitants (2001), la paroisse possède une densité de 46,3 hab/km2.

## Site
Ponta do Pargo, est situé sur un plateau séparé de l'océan par des falaises inaccessibles.

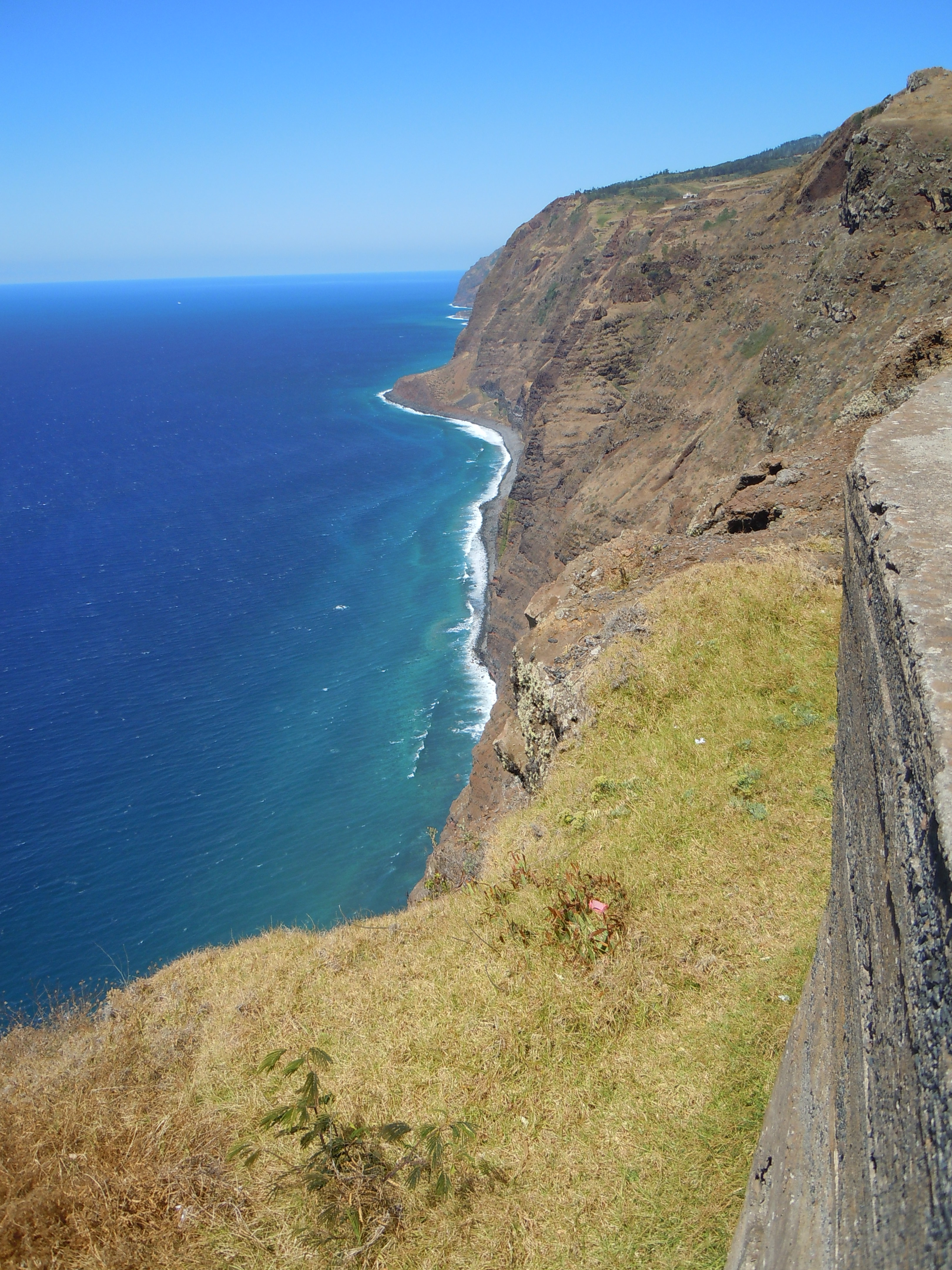
Falaises de Baixa de Ribeira dos Moinhos, à l'ouest de Ponta do Pargo
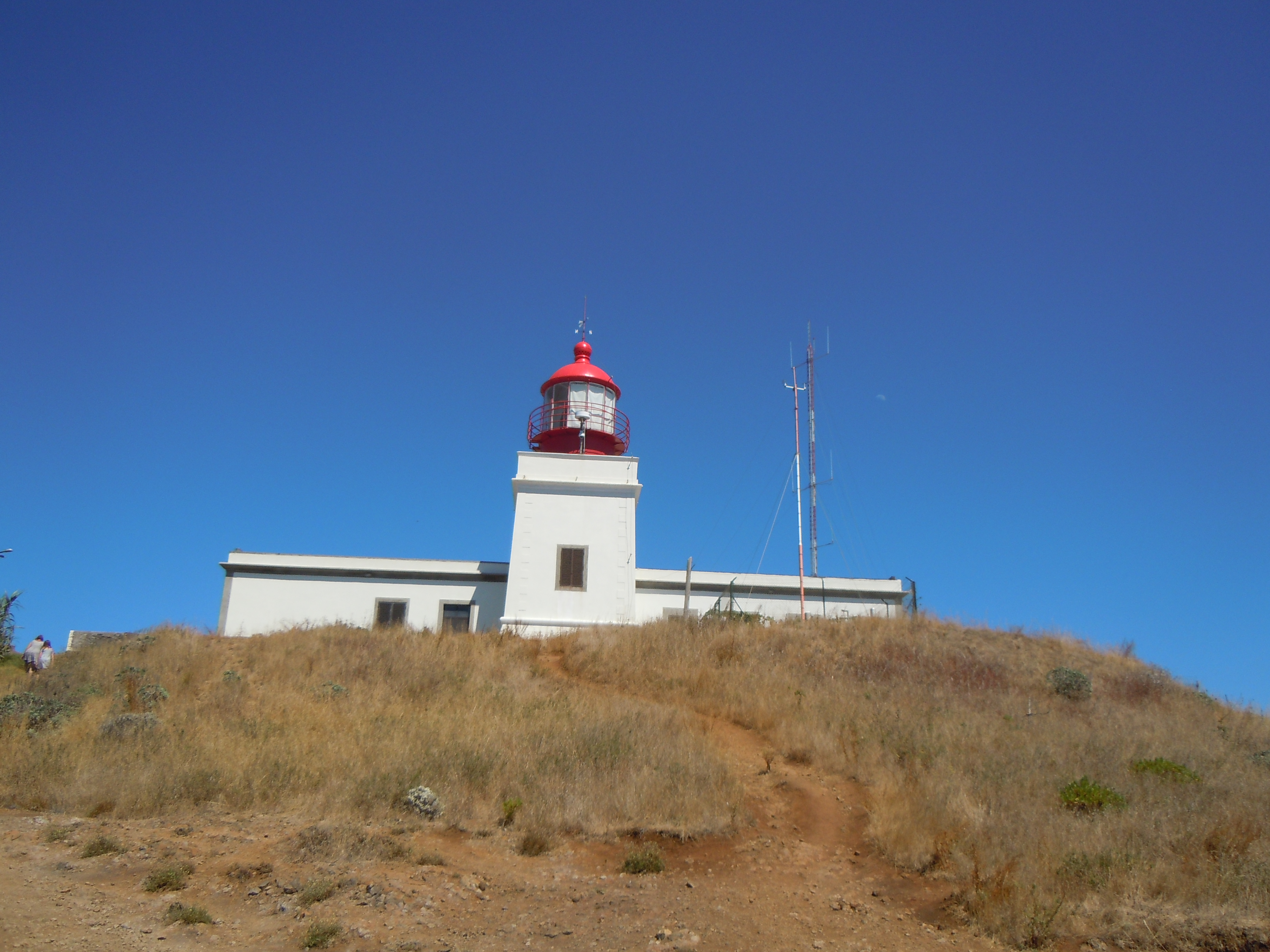
Le phare de Ponta do Pargo.
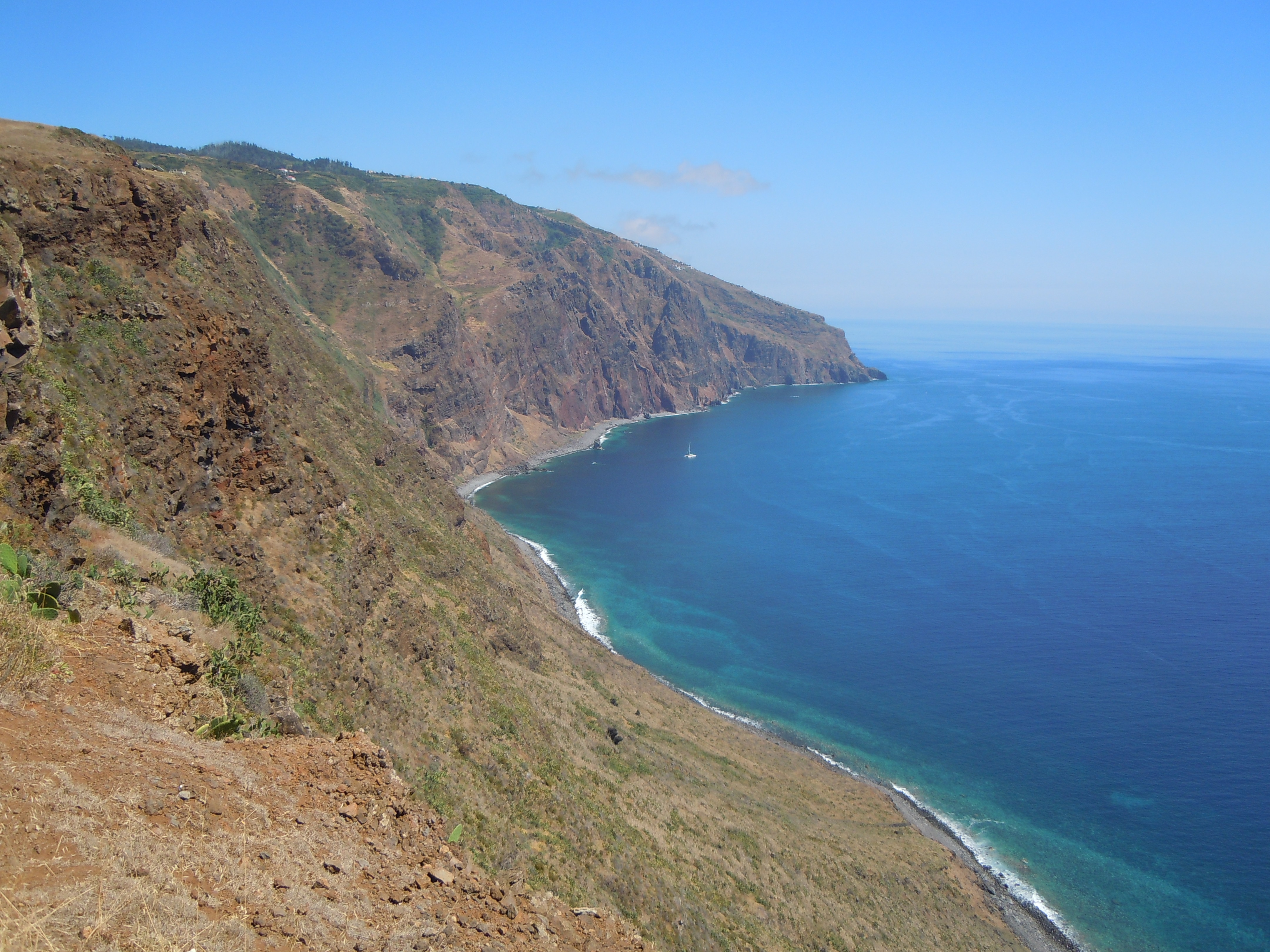
La baie de San Pedro au sud de Ponta do Pargo, vue depuis le Miradouro do Farol